# 税制調和
税制調和（読み：ぜいせい ちょうわ、独:  Steuerharmonisierung 、英:  tax harmonization  ）は通常公政治主体の遂行における異なった管轄の課税体系の調整の過程として理解されている。税制調和は、コモディティに影響を及ぼす税の歪みの除去と、集約された市場によるより効率的な資源配分にするための要因の移動を含んでいる。税制調和は公平や安定化のような、別の目標にも役立つかもしれない。財務調和の広義の概念のもとでの、公的支出の調和のうちに、それは包含されうる。狭義には、税制調和は―他の政策手段と経済的構造についての単純化された仮定のもとでの―コモディティまたは生産要素におけるより統一された効率的な租税負担にむけての転換における、この政策目標により示される。転換は効率的な税率の定義の導入であるところのひとつまたはいくつかの要素の整列（法定の税率と課税標準ならびに実施の強制）を通じて達成するかもしれない。たぶんもっとも広く受け入れられている税制調和についての主張は、租税目的のための生産価格または収入の定義における転換を含む。そのような課税標準の調和は経済的意思決定のための透明性に寄与するかもしれず、そして、したがって資源配置において効率性を改善するかもしれない。とりわけ、異なる管轄で操業する多国籍企業にたいする共通の所得税の課税標準は、効率性を強めるのみならず、異なった国々での課税要求での重複や取りこぼしを予防するのに役立つ。

## 税制調和と租税競争
税制調和と租税競争との間にはトレードオフがある。税率の統制は歳入の安定化だけでなく、ときには経済的または政治的集約にむけた動かすことが必要である。他方で、税率の非規制化は、
加盟国独自の短期的な経済的・社会的政治目標のための課税の問題での、それらの国々の自立性を保つ。加えて、政治的捩れを和らげる 。

## 税制調和の利点
- 底辺への競争にはならない

## 税制調和の欠点
- 異なった管轄間の協力を暗示する、そうでない事実はつねに政治家らと通常の国民が財政的統合について懐疑的であるところの事実を与えることが可能である。

## ヨーロッパ連合での税制調和
ヨーロッパ連合では、税制調和の政策は、国家財政政策を代替する、十分機能する単一市場をもつための鍵にもかかわらず、課税の分野において規制されていない。

### 付加価値税
付加価値税（VAT）は取得した共同体の一部である、そして二つの指令(1977年と2006年)は、最低標準税率15％ならびに軽減税率の制約された一覧をもって、詳細にヨーロッパ連合加盟国での付加価値税体制を成文化する。

### 資本利得税
1990年に、親子会社指令は、その子会社から親会社に送還された利益の二重課税の問題に取り組んだ。。

## 引用文献
1. ↑  Kopits 1992
2. ↑  Florin 2016
3. ↑  Pirvu 2011
4. 1 2  Bénassy-Quéré 2014

- Kopits, George (1992). Tax Harmonization in the European Community: Policy Issues and Analysis. Washington, D.C.: International Monetary Fund. pp. 22–23. ISBN 9781452734842

- Pirvu, Daniela (2011). Reasons for tax harmonization in the EU. 1. pp. 66–75.

- Bénassy-Quéré, Agnès (July 2014). “Tax Harmonization in Europe: Moving Forward”. Les Notes du Conseil d'Analyse économique.

- Florin, Alexandru (December 2016). “Tax harmonization versus fiscal competition”. USV Annals of Economics and Public Administration.